# Ylva M. Andersson
Ylva Margareta Andersson, född 31 juli 1965, är en svensk journalist och certifierad coach. 
Andersson tog examen 1987 på Journalisthögskolan i Göteborg  och fick 1988 anställning på Göteborgs-Posten där hon var såväl reporter som arbetsledare och chef, bland annat för tidningens ekonomi- och politikredaktion.
2006 kom Andersson till TV4, inledningsvis som redaktionschef och ansvarig utgivare för de västsvenska redaktionerna. 2008 var hon en av arkitekterna bakom omläggningen av TV4:s lokala nyhetsproduktion. Här övergavs upplägget med 16 stationer till förmån för ett system med samordnade sändningar på fyra orter – Stockholm, Göteborg, Malmö och Umeå – som sände över 24 olika områden. Förändringen slutfördes i mars 2009.
2011 tillträdde hon som kanalchef och ansvarig utgivare för Sveriges Radio Göteborg. Under hennes ledning genomfördes organisationsförändringar i syfte att stärka samordningen mellan det lokala och det nationella redaktionella utbudet i de olika kanalerna P1, P2, P3 och P4. 
2013 lämnade Andersson Sveriges Radio för att i stället bli ortschef för SVT Göteborg. I februari 2016 uppmärksammades Andersson i svenska medier med anledning av en påstådd konflikt mellan henne och SVT:s samhällsredaktion i Göteborg. I mars 2016 lämnade Andersson SVT då hon ansåg att förutsättningarna för att säkra konkurrenskraften inte uppfylldes. Konflikten ska ha grundats i att Andersson bidragit till att Mette Friberg fråntagits sin tjänst som programchef för Uppdrag granskning.  Andersson har själv berättat om bakgrunden.
Andersson driver sedan maj 2016 bolaget MAY Strategies AB, där hon som professionell coach stöttar och utbildar chefer. Hon är certifierad coach på PCC-nivå vid International Coach Federation (ICF), som är det globala branschorganet för professionella coacher.
2019 utsågs Andersson till Årets Yogi av tidningen Yoga för dig. Priset ges till någon som ”bidrar till att utveckla yogan genom att inspirera och sprida kunskap” och i motiveringen skrivs att Andersson ”skapat utrymme för ett hållbart arbetsliv bland annat genom att inrätta ett Stilla Rum under sin tid som chef för Sveriges Television.”
Under Coronapandemin publicerade Andersson e-boken Leda i kris – tio tips för att klara coronakrisen, som finns översatt till engelska.
I februari 2022 debuterade Andersson som författare med boken Leda i ständig förändring – med kreativitet, kollektiv intelligens och kommunikation (Liber). Boken har nominerats till Årets Marknadsföringsbok av Sveriges Marknadsförbund, Årets HR-bok av Sveriges HR Förening  och har utsetts till Årets Projektledarbok 2023 av Svenskt Projektforum.